# クェスチンモノオキシゲナーゼ
クェスチンモノオキシゲナーゼ（questin monooxygenase）は、次の化学反応を触媒する酸化還元酵素である。
クェスチン + NADPH + H+ + O2 {\displaystyle \rightleftharpoons } デメチルスロクリン + NADP+ + H2O
この酵素の基質はクェスチン、NADPH、H+とO2で、生成物はデメチルスロクリン、NADP+とH2Oである。
組織名はquestin,NADPH:oxygen oxidoreductase (hydroxylating, anthraquinone-ring-opening)で、別名にquestin oxygenaseがある。